# Майкл де ла Поль, 1-й граф Саффолк
Майкл де ла Поль (ок. 1330 — 6 августа 1389) — английский аристократ и военачальник, 1-й барон де ла Поль (1366—1388), затем 1-й граф Саффолк (1385—1388), лорд верховный канцлер Англии (1383—1386).

## Биография
Старший сын сэра Уильяма де ла Поля (1302—1366) и Кэтрин Норидж (ок. 1306—1382), дочери Уолтера де Нориджа. Младший брат — Эдмунд де ла Поль (? — 1419), капитан Кале.
Майкл де ла Поль участвовал в военных действия во Франции под командованием Эдуарда Вудстока, Черного принца.
В 1366 году после смерти своего отца Майкл де ла Поль стал первым бароном де ла Полем. В 1383 году он был назначен лордом верховным канцлером Англии и стал доверенным советником короля Ричарда II.
В 1385 году английский король Ричард II пожаловал Майклу де ла Полю титул графа Саффолка. В 1386 году под давлением лордов-апеллянтов и решением парламента Майкл де ла Поль был вынужден уйти в отставку. Он был обвинен в растратах и халатности, лишен всех своих должностей и взят под стражу. Вскоре король Ричард II освободил его из заключения и восстановил на прежних должностях. Лорды-апеллянты, находившиеся в оппозиции к Ричарду II, потребовали от монарха его ареста. После победы лордов-апеллянтов в битве при Радкот-Бридж Майкл де ла Поль бежал из Англии во Францию. Безжалостный парламент в 1388 году заочно обвинил его в государственной измене и приговорил к смертной казни.
5 сентября 1389 года Майкл де ла Поль скончался в изгнании во Франции.

## Семья и дети
Около 1361 года женился на Кэтрин де Уингфилд (ок. 1349 — ок. 1386), дочери Джона де Уингфилда, от брака с которой он имел восемь детей, из которых наиболее известны:
- Майкл де ла Поль (ок. 1362—1415), 2-й граф Саффолк (1398—1399, 1399—1415)
- Уильям де ла Поль (ум. 1390)
- Ричард де ла Поль (ок. 1377—1403)
- Томас де ла Поль (ок. 1378—1420)
- Анна, жена Роберта Торли; её дочь Маргарет стала женой Реджинальда Уэста, 6-го барона де Ла Варра.